# Eric Öst
Eric Öst, folkbokförd Karl Erik Valdemar Öst, född 7 januari 1906 i Edsbyn, Ovanåkers församling i Gävleborgs län, död 22 september 1984 i Johanneshov, Skarpnäcks församling i Stockholm, var svensk kompositör, riksspelman och musiker (fiol). 

## Biografi
Han var son till riksspelmannen Jon-Erik Öst och hans första hustru Eda Strand. Han var bror till de andliga trubadurerna Anna och Carl Öst samt dragspelarna Eddy Öst och Ivan Thelmé. Han var också morbror till bland andra Berndt, Jonny, och Maria Öst som också sysslar eller sysslat med musik.
Öst började spela fiol som 12-åring och följde sin fars turnéer när han var tretton år. Han skivdebuterade 1927 och var med och bildade orkestern Hälsingepojkarna tillsammans med faderns kusin Wiktor Öst, svågern och dragspelaren Viktor Järnberg och hudiksvallsbröderna James och David Olsson, som kom att spela ihop fram till slutet av 1930-talet. De gav ut en mängd skivor med äldre folkmusik och egenkomponerade låtar i en egen virtuos stil med inslag från både folkmusik, konstmusik och den då nya gammeldansmusiken. 
Efter "Hälsingepojkarna" flyttade Öst till Stockholm där han var engagerad som pianist vid Nalen mellan åren 1942 och 1945. Därefter har han varit orkesterledare för Skansens gammaldanser samt turnerat och givit ut skivor. Han har samarbetat med många kända musiker inom genren, däribland Kalle och Ebbe Jularbo, Sölve Strand, Göte Lovén, Ricke Löw, Axel Andered och brodern Ivan Thelmé. Några somrar turnerade han också med systern Anna Öst i folkparkerna. Mer folkmusikaliska samarbeten har skett med bl.a. hälsingespelmännen Theodor Olsson, John Eriksson och medelpadspelmannen Sven Englund. Året 1977 deltog Öst i melodifestivalen där han iförd folkdräkt tillsammans med Kenneth Greuz framförde Ola mä Fiola - som slutade näst sist. Vid tillfället var han 71 år gammal, och därmed den äldste deltagaren någonsin i den svenska finalen. 
Öst var - som sin far Jon-Erik och andra storspelmän som Jon-Erik Hall och Pelle Schenell - representant för den moderniserade och ej lokalt präglade folkmusik som utvecklats i Hälsingland i samband med spelmansrörelsen kring sekelskiftet 1900. Tillsammans med Wiktor Öst och deras grupp Hälsingepojkarna vidareutvecklade han stilen ytterligare och de var även pionjärer och nyskapande inom den då nya gammeldansmusiken.
Eric Öst reste tillsammans med Kurth Pettersson från Sågmyra och sålde Chinafioler under 1960- talet.
Östs kompositioner bär drag av de musikaliska rötterna blandat med modernare influenser, ofta med oväntade, ekvilibristiska och humoristiska inslag. Exempel på kända kompositioner är Pärongrisen, Fantomen och Häxritten - den sistnämnda komponerad tillsammans med Wiktor Öst. Eric Öst är begravd på Skogskyrkogården i Gamla Enskede söder om Stockholm.
Öst omnämns i Povel Ramels Birth of the gammeldans från revyn På avigan (1966): I söder en gök, som mest på försök, gal upp sin röst, och i väst Eric Öst som bladbekrönt trår, en lätt piruett kring Stålhandskes Värmlandsoktett.
Eric Öst var från 1928 gift med Bränd Kerstin Linnea Eriksson (1904–1980) och hade med henne barnen Sven Öst (1926–2000), som var dragspelare, och Sol-Britt Öst (född 1932), som varit sångerska och dansös.

## Diskografi
- 1930-37 - Ett tjugotal 78-varvare med Hälsingepojkarna
- 1949 - Lif-Anders polska efter J.E. Hall och Dellens vågor av J.E. Hall (med Theodor Olsson, Vålsjö, Järvsö) (78)
- 1950 - Slipstenspolska efter Tulpans Anders Olsson och Delsbo Brudmarsch (med Theodor Olsson) (78)
- 1952 - Delsbovalsen och Delsbo Brudmarsch (med Eric Östs spelmanlag) (78)
- 1958 - Gökvalsen, Midsommarhambo, Sörensens vals och Lördagsvalsen (EP Cupol: CEP 183) (med Kalle och Ebbe Jularbo)
- 1959 - Afton på Solvik, Roslagshambo, Lördagsfröjd och Härjedalsliv (EP Cupol: CEP 211) (med Ebbe Jularbo)
- 1959 - Polkan går, Kivikspolka, Bökeviksvalsen och Morsans brudvals (EP Cupol: CEP 222) (med Kalle och Ebbe Jularbo)
- 1959 - Gubben och gumman, Min tös, Magdeburgervals och Kalles vals (EP Cupol: CEP 223) (med Kalle och Ebbe Jularbo)
- 1959 – Svensk folkmusik - Hälsingland (från de två 78-varvarna med Theodor Olsson förutom "Delsbo" brudmarsch som ersatts av "Delsbovalsen" komp. av Pelle Schenell)
- 1960 – Jul med Jularbo (Med Carl och Ebbe Jularbo) (EP Cupol: CEP 242)
- 1961 – På skansen med Eric Öst (medmusiker: Axel Andered, Theodor Olsson, Carl-Georg Ohlson och Karl-Henry Janson) (3 EP Cupol: CEP 293-295, senare återutgivna på LP Cupol: CLP 29/30 och CLP 59/30)
- 1961 - Plättlaggen. Spår: Johanssons boogie-woogie vals, Trasten, Plättlaggen och Buffalo gals (EP Cupol: CEP 313)
- 1961 - Fyramannadans, Snurrbocken, Fingerpolkett och Fjäskern (EP Cupol: CEP 317, senare återutgiven på LP CLP 59/30)
- 1961 – På musikens vingar, musik från Sveriges landskap (med Eric Östs spelmanlag) (LP Cupol: CLP 7/30)
- 1962 - Klarinettpolka, Vigge-schottis, Sommar på Skansen och Djurgårdsfärjan (EP Cupol: CEP 335) (med Ebbe Jularbo)
- 1964 - Gammeldanstakter. Spår: Skymning över Indalsälven, Brudkronan, Springpojken och Lövat och livat (EP Cupol: CEP 370, senare återutgivet på LP CLP 29/30 och CLP 59/30)
- 1964 - Gammeldanstakter. Spår: Månsken över Ångermanlandälven, I Djurgårdsnatt, Samehambo och Lill-Svens hambo (med Sölve Strand) (EP Cupol: CEP 371, spår 1 och 4 senare återutgivna på CLP 29/30)
- 1964 - Violinetta, Violinata, Häxritten och Fantomen (med Sven Englund, Göte Lovén och Ricke Löw) (EP Cupol: CEP 372, spår 1 och 3 senare återutgivna på CLP 29/30)
- 1965 – Dans kring midsommarstången (med Bosse Larsson och Eric Östs spelmanslag) (LP, nyutgiven på CD 1993 EMI: CMCD 6081)
- 1965 - Hälsingeliv (med Hälsingepojkarna) (LP)
- 1967 – Tjo och tjim med Eric Öst (LP Cupol: CLP 29/30 (ett urval låtar från tidigare EP-skivor)
- 1967 – Skansens spelmanslag (med Skansens spelmanslag: Eric Öst, Erik Klockar, Gösta Backström, Herbert Jernberg, Theodor Ohlson och Axel Myrman)) (LP Odeon: PMES 540, från inspelningar gjorda 1954-1958)
- 1968 – Eric Öst (LP) Cupol: CLP 59/30) (ett urval gammeldanslåtar från tidigare EP-skivor)
- 1969 - Myrstacken. Spår: Myrstacken, Skattungen, Bacon and eggs och Chicago-mazurka (EP Toni (musikförlag): TEP 781, senare återutgivet på CD Koster}: CD 6041)
- 1971 - Sensommarvalsen. Spår: Sensommarvalsen och From-Olles vals (Singel Toni (musikförlag): TS 309 S, senare återutgivet på CD Koster}: CD 6041)
- 1971 – Eric Öst spelar och berättar (LP, senare återutgivet på CD Koster}: CD 6041)
- 1972 – På högan loft (med Eric Östs spelmanlag) (LP)
- 1972 – Spelmansträff (med Eric Östs spelmanlag, Svenska spelmanslaget, Blånn-Olles, Göte Lovén och Giovanni Jaconelli) (LP)
- 1973 – Frostviken - Hällingsåfallet : Melodier från Frostviken (med Andrew Walter, Busk Margit Jonsson m.fl.) (LP Wake: 106)
- 1974 – Sommar på Skansen (LP Toni (musikförlag): Tlpl 514)
- 1975 – Lekar (med Bosse Larsson och Eric Östs spelmanslag) (LP)
- 1975 – Jullekar (med Bosse Larsson och Eric Östs spelmanslag) (LP)
- 1975 – En fläkt från Skansen (Axel Andereds kapell) (LP Star: S 5819)
- 1975 – Barn av kärleken (med Staffan Percy som huvudartist) (LP EMI: 062 35153)
- 1975 – Raj-Raj med Burken (med Leif Burken Björklund som huvudartist) (LP Polydor: 2462 151)
- 1976 – Sparvfars polska (med Andrew Walter och Ewa Roos) (LP Gazell: Gmg 1247)
- 1976 – Låt mig få tända ett ljus (med Anna Öst som huvudartist) (LP Columbia: 7C 062-35387)
- 1977 - Stad. Spår: Stad och Ola mä fiola (Singel T-Bone: TBS 101) (med Kenneth Greuz)
- 1977 – Jag har hört om en stad (med Anna Öst och Eddy Öst som huvudartister) (LP Columbia: 7C 062-35438)
- 1977 – Ur spindelväv och damm (med Gummibandet som huvudartist) (LP Columbia: 7C 062-35430)
- 1978 – Luringen (medmusiker: Olle och Gun-Britt Karlsson) (LP Gazell: Gmg 1253)
- 1978 – På morronkulan (LP Intersound: ISMLP-502)
- 1978 – Jon Erik Öst (med Sven Englund och John Eriksson samt äldre inspelningar med Jon-Erik och Ester Öst) (LP Gsm: Gsmlp 78-02)
- 1978 – Barndomsminnen (LP Marilla: Ma lp 1017)
- 1979 – Eric Öst, Edsbyn & Wiktor Öst, Bergsjö (med Sven Englund och John Eriksson) (LPGsm: Gsm lp 79-01)
- 1979 – Hej stampa takten (LP Artist: Alp 3004)
- 1980 – Sommarsväng (LP Intersound: ISOLP 116)
- 1983 – Öst fyra generationer (LP Global sound: Gslp 583)
- 1992 - Eric Öst och Edith Segerstedt (CD Koster}: CD 6027)
- 1993 – Dans kring midsommarstången (med Bosse Larsson och Eric Östs spelmanslag) (CD EMI: CMCD 6081)
- 1996 – Eric Öst spelar och berättar (CD Koster}: CD 6041, återutgåva)

## Filmmusik
- 1955 – Finnskogens folk
- 1956 – Sången om den eldröda blomman

## Filmografi roller
- 1933 – Hälsingar - fiolspelare
- 1949 – Lång-Lasse i Delsbo - spelman